# 이즈미시 (미야기현)
이즈미시(泉市)는 1971년부터 1988년까지 미야기현에 존재한 시이다.
현재는 센다이시 이즈미구가 되었다.

## 연혁
- 1955년 4월 10일 - 나나키타촌과 네노시로이시촌과 합병에 의해 미야기군 이즈미촌이 성립하였다.
- 1957년 8월 1일 - 정으로 승격해, 이즈미 정이 되었다.
- 1971년 11월 1일 - 시로 승격해 이즈미시가 되었다.
- 1977년 - 이즈미시청이 산본마쓰로 이전하였다(현재의 이즈미 주오구의 이즈미구청 장소로).
- 1988년 3월 1일 - 센다이 시에 편입해 동일 이즈미시는 폐지되었다. 쇼와 최후의 소멸한 시가 되었다.

## 교통
철도
- 센다이 시 교통국 (센다이 지하철)
  - 난보쿠 선

고속도로
- 도호쿠 자동차도